# Ctenisodes impressipennis
Ctenisodes impressipennis är en skalbaggsart som först beskrevs av Thomas Casey 1897.  Ctenisodes impressipennis ingår i släktet Ctenisodes och familjen kortvingar. Inga underarter finns listade i Catalogue of Life.